# Nhiệt độ nóng chảy

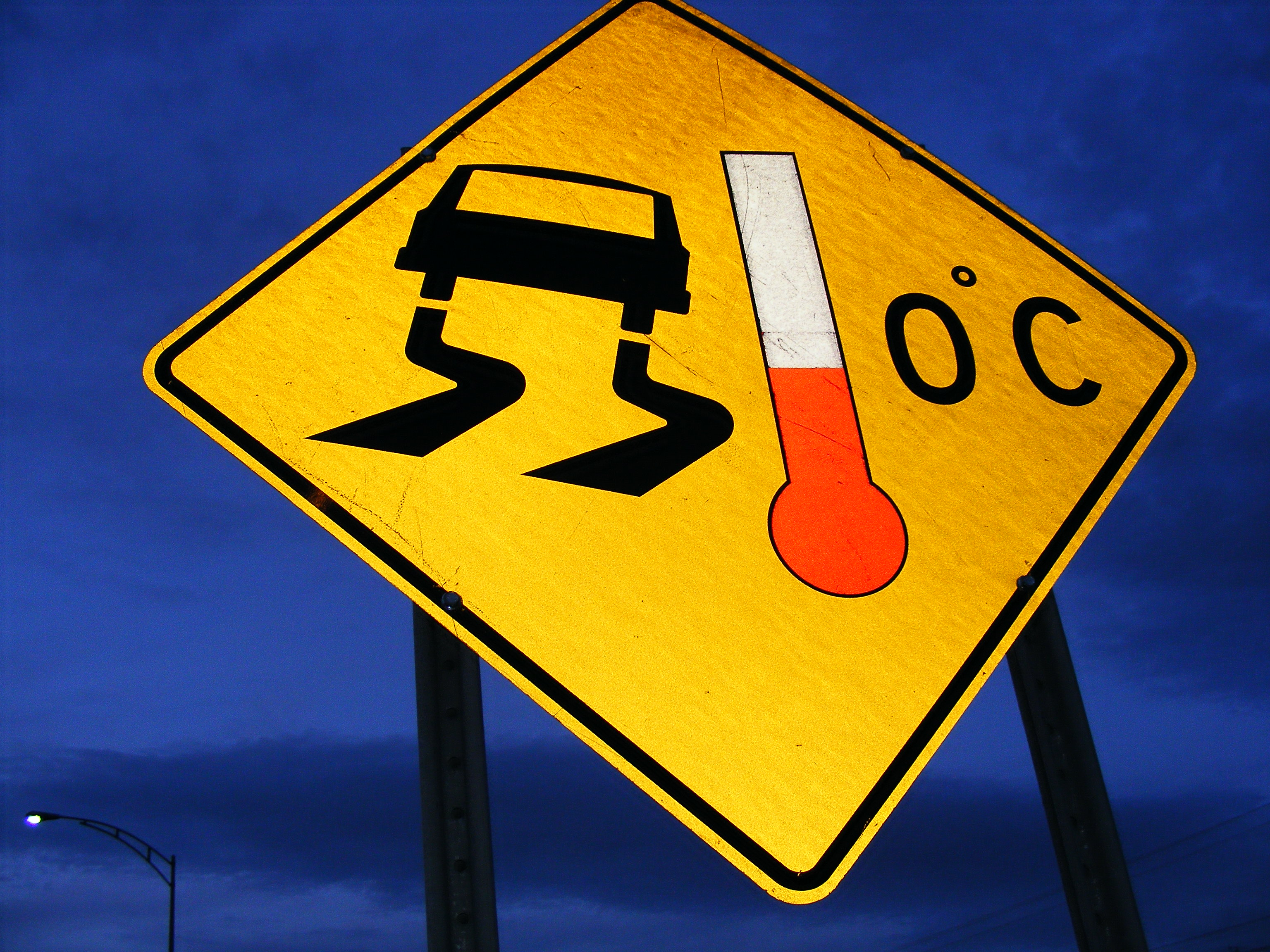
Một biển cảnh báo giao thông tại Québec với ghi chú rằng nhiệt độ nóng chảy của nước là 0 °C.

Nhiệt độ nóng chảy, còn gọi là điểm nóng chảy hay nhiệt độ hóa lỏng, là nhiệt độ mà khi đạt tới ngưỡng đó thì quá trình nóng chảy của một chất xảy ra, tức là chất đó chuyển trạng thái từ rắn sang lỏng.
Nhiệt độ của thay đổi ngược lại (tức là từ trạng thái lỏng sang trạng thái rắn) gọi là nhiệt độ đông đặc hay điểm đông đặc. Thông thường, điểm nóng chảy trùng với điểm đông đặc.
Nhiệt độ nóng chảy rất nhạy cảm với những thay đổi lớn về áp suất, nhưng nói chung, độ nhạy này nhỏ hơn nhiều so với nhiệt độ sôi, bởi vì quá trình chuyển đổi chất rắn sang chất lỏng có ít sự thay đổi về thể tích.
Có một số chất, như thủy tinh, có thể làm cứng lại không qua giai đoạn kết tinh được gọi là chất rắn vô định hình. Các chất rắn vô định hình không có điểm nóng chảy cố định. Với các chất này, nhiệt độ solidus là nhiệt độ mà ở dưới đó chất hoàn toàn ở trạng thái rắn, trong khi đó nhiệt độ liquidus là nhiệt độ mà ở trên đó chất hoàn toàn ở trạng thái lỏng.

## Lý thuyết
Hầu hết các chất nóng chảy và đông đặc ở cùng một nhiệt độ. Chẳng hạn, đối với thủy ngân, điểm nóng chảy và đông đặc là 234,32 K (−38,83 °C; −37,89 °F). Tuy nhiên một số chất có tính chất có thể bước vào trạng thái siêu lạnh và do đó có thể đông đặc ở nhiệt độ bên dưới điểm đông đặc lý thuyết. Nước là một ví dụ cho điều này bởi vì áp suất căng bề mặt của nước tinh khiết khó bị loại bỏ và các giọt nước lạnh tới −42 °C có thể được tìm thấy trong các đám mây nếu chúng không chứa hạt nhân kích thích sự đông đặc.

### Nhiệt động lực học
Khi một khối chất rắn tinh khiết được làm nóng, nhiệt độ của nó tăng tới khi nó đạt tới điểm nóng chảy. Tại điểm này, nhiệt độ của nó giữ nguyên tới khi vật đã chuyển hoàn toàn sang trạng thái lỏng. Năng lượng cần thiết để gây ra sự nóng chảy hoàn toàn của chất tinh khiết do đó không chỉ gồm nhiệt lượng cần cấp để tới nhiệt độ nóng chảy, mà còn gồm ẩn nhiệt {\displaystyle L_{f}} để chuyển từ trạng thái rắn sang trạng thái lỏng.
Theo nhiệt động lực học, khi nóng chảy entanpi ({\displaystyle H}) và entropy ({\displaystyle S}) của khối vật liệu m do đó sẽ tăng ({\displaystyle \Delta H,\Delta S>0}) tại nhiệt độ nóng chảy {\displaystyle T} sao cho chúng có thể được biểu diễn theo các công thức sau:
{\displaystyle \Delta H=mL_{f}} và {\displaystyle \Delta S={\frac {mL_{f}}{T}}}
suy ra: 
{\displaystyle \Delta S={\frac {\Delta H}{T}}}
trong đó:
- {\displaystyle L_{f}}: ẩn nhiệt nóng chảy riêng [J/kg] ;
- {\displaystyle \Delta H}: biến thiên entanpi [J] ;
- {\displaystyle \Delta S}: biến thiên entropy [J/K] ;
- {\displaystyle m}: khối lượng [kg] ;
- {\displaystyle T}: nhiệt độ [K].

### Sự phụ thuộc áp suất

Đồ thị sự phụ thuộc vào áp suất của nhiệt độ nóng chảy của nước (MPa/K).

Không giống nhiệt độ hóa hơi (điểm sôi), nhiệt độ nóng chảy phụ thuộc rất ít vào thay đổi áp suất, bởi vì thể tích mol của pha rắn và pha lỏng gần bằng nhau. Để thay đổi nhiệt độ nóng chảy tới 1 K, áp suất phải tăng trung bình cỡ 100 bar. Do đó, thay đổi trong áp suất khí quyển – có thể gây biến động dễ nhận thấy trong điểm sôi – trên thực tế không có tác động đến điểm nóng chảy.
Đối với sự nóng chảy, cũng như hầu hết sự chuyển pha khác, quan hệ cụ thể được biểu diễn trong phương trình Clausius-Clapeyron, đưa ra công thức xấp xỉ biến thiên nhiệt độ ΔT nóng chảy ở các áp suất khác nhau:
{\displaystyle \Delta T={\frac {T_{M}\Delta V\Delta p}{H_{M}}}}
Ở đây, TM là nhiệt độ nóng chảy, ΔV là biến thiên thể tích riêng khi nóng chảy, Δp là sự chênh lệch áp suất đang xét, và HM là entanpi nóng chảy. Tuy nhiên, do biến thiên thể tích ΔV khi nóng chảy là rất nhỏ, sự phụ thuộc vào áp suất của điểm nóng chảy cũng cực kỳ nhỏ. Lấy ví dụ, nếu áp suất tăng lên 100 bar, nhiệt độ nóng chảy của băng chỉ thay đổi giảm tới −0.76 K. Do đó băng tan dễ dàng hơn khi có áp suất lớn tác động, trong khi đó điểm nóng chảy của carbon tetrachloride tăng lên +3.7 K. Nhận xét rằng do điểm nóng chảy của băng, hay chẳng hạn bismuth, giảm khi áp suất tăng, suy ra thể tích của các chất này giảm đi khi nóng chảy: do đó ở phương trình trên dấu của ΔV và ΔT là âm.

## Ví dụ

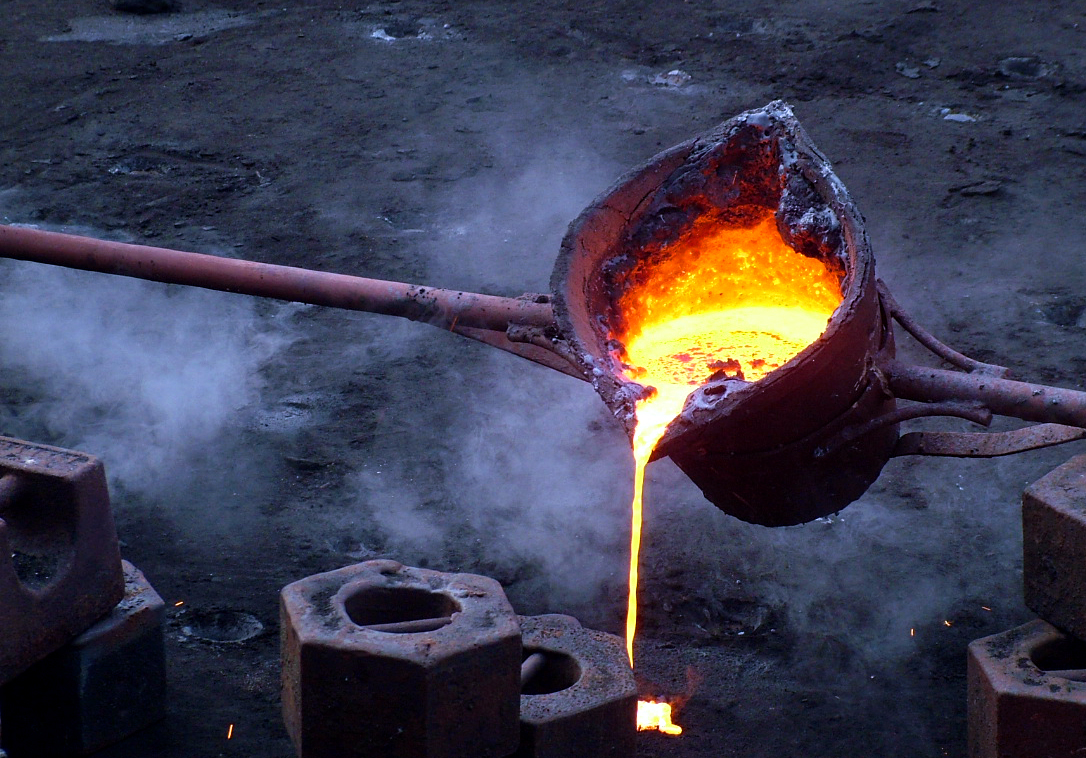
Sắt nóng chảy ở nhiệt độ 1538 °C dưới áp suất tiêu chuẩn.

Nhiệt độ nóng chảy của thủy ngân là 234,32 K (−38,83 °C; −37,89 °F). Chất có nhiệt độ nóng chảy (dưới áp suất khí quyển) cao nhất hiện nay được biết là tantalum hafnium carbide (hay còn gọi là tantali hafni cacbua; với CTHH là: {\displaystyle \mathrm {Ta_{4}HfC_{5}} }), có điểm nóng chảy 4.232 K (hay 3.959 °C; 7.158 °F). Heli có điểm nóng chảy ở nhiệt độ 0.95 K.
| Nước              | 1          | 273      | 373    |
| Hydro             | 0.00008988 | 14.01    | 20.28  |
| Heli              | 0.0001785  | 0.95     | 4.22   |
| Beryli            | 1.85       | 1560     | 2742   |
| Carbon            | 2.267      | —        | 4000   |
| Nitro             | 0.0012506  | 63.15    | 77.36  |
| Oxy               | 0.001429   | 54.36    | 90.20  |
| Natri             | 0.971      | 370.87   | 1156   |
| Magnesi           | 1.738      | 923      | 1363   |
| Nhôm              | 2.698      | 933.47   | 2792   |
| Lưu huỳnh         | 2.067      | 388.36   | 717.87 |
| Chlor             | 0.003214   | 171.6    | 239.11 |
| Kali              | 0.862      | 336.53   | 1032   |
| Titan             | 4.54       | 1941     | 3560   |
| Sắt               | 7.874      | 1811     | 3134   |
| Nickel            | 8.912      | 1728     | 3186   |
| Đồng              | 8.96       | 1357.77  | 2835   |
| Kẽm               | 7.134      | 692.88   | 1180   |
| Gali              | 5.907      | 302.9146 | 2673   |
| Bạc               | 10.501     | 1234.93  | 2435   |
| Cadmi             | 8.69       | 594.22   | 1040   |
| Indi              | 7.31       | 429.75   | 2345   |
| Iod               | 4.93       | 386.85   | 457.4  |
| Tantan            | 16.654     | 3290     | 5731   |
| Wolfram           | 19.25      | 3695     | 5828   |
| Platin            | 21.46      | 2041.4   | 4098   |
| Vàng              | 19.282     | 1337.33  | 3129   |
| Thủy ngân         | 13.5336    | 234.43   | 629.88 |
| Chì               | 11.342     | 600.61   | 2022   |
| Bismuth           | 9.807      | 544.7    | 1837   |
| Ghi chú: 1. 2. 3. |            |          |        |